# Phalops
Phalops är ett släkte av skalbaggar. Phalops ingår i familjen bladhorningar.

## Dottertaxa tillPhalops, i alfabetisk ordning[1]
- Phalops ardea
- Phalops aurifrons
- Phalops barbicornis
- Phalops batesi
- Phalops beccarii
- Phalops boschas
- Phalops candezei
- Phalops chalybeus
- Phalops cyanescens
- Phalops divisus
- Phalops djuricus
- Phalops dregei
- Phalops faccai
- Phalops fimbriatus
- Phalops flavocinctus
- Phalops gallanus
- Phalops glauningi
- Phalops guttulatus
- Phalops inermis
- Phalops iphis
- Phalops laminifrons
- Phalops lutatus
- Phalops olivaceus
- Phalops pauliani
- Phalops plancus
- Phalops prasinus
- Phalops princeps
- Phalops pyroides
- Phalops rufosignatus
- Phalops sinuaticeps
- Phalops smaragdinus
- Phalops sulcatus
- Phalops tricuspis
- Phalops tuberosus
- Phalops vanellus
- Phalops wittei
- Phalops zuninoi